# Лебедев, Михаил Степанович
Лебедев Михаил Степанович (? — 1854) — оперный певец (бас), драматический актёр и театральный режиссёр

.
Муж актрисы Е. Карайкиной.

## Биография
В 1807 окончил петербургское театральное училище и выступал на сцене петербургских Большого и Малого театров в операх и драмах. Более всего известен как исполнитель характерных партий.
С 1816 по 1848 совмещал актёрскую деятельность с режиссёрской. Писал тексты к пьесам и либретто, был режиссёром-постановщиком, в частности сочинил либретто и поставил оперу «Жар-птица, или Приключения Ивана-царевича». Был первым постановщиком «Пиемонтские горы, или Взорвание Чортова моста».

## Некоторые партии
- Андрей, 1-й исполнитель («Девишник, или Филаткина свадьба» на слова Княжнина и музыку А. Н. Титова, 1809)
- Жак, 1-й исполнитель («Дом сумасшедших, или Странная свадьба» А. Н. Верстовского,1822)
- Асмодей, 1-й исполнитель («Жар-птица, или Приключения Ивана-царевича»)
- Семинарист Указкин («Откупщик Бражкин, или Продажа села» по пьесе А. Шаховского)
- Пиетро («Пиемонтские горы, или Взорвание Чортова моста»)
- Тимур («Алина, королева Голкондская» Ф. Буальдье)
- Педрило («Похищение из сераля»)
- Фигаро («Севильский цирюльник» Дж. Паизиелло)
- Лонгино («Монтенерский замок» д’Алерака)
- Фабио («Камилла, или Подземелье» итальянского композитора Ф. Паэра)
- Дурман («Швейцарское семейство, или Тоска по отчизне»)
- Килиан («Вольный стрелок»)
- Осман («Рауль Синяя Борода» Андре Гретри)
- Криспин («Выдуманный клад»).

## Партнеры
П. Злов, М. Величкин, Г. Климовский, А. Рамазанов, В. Самойлов, Е. Сандунова, Н. Семенова.

## Премии и почётные звания
После ухода в отставку получил звание потомственного почетного гражданина г. Петербурга.